# Funeral Mist
Funeral Mist är ett svenskt black metal-band, bildat 1993. Sedan 2004 är "Arioch" även sångare i Marduk under namnet "Mortuus".

## Medlemmar
Nuvarande medlemmar
- Arioch (Hans Daniel Rostén) – sång, gitarr (1996– ), basgitarr (1994– )

Tidigare medlemmar
- Velion (Stefan Granlund) – trummor (1993–1995)
- Vintras (Johnnie Günter) – gitarr (1993–1995)
- Typhos (Henrik Ekeroth) – gitarr, sång (1993–1995)
- Necromorbus (Tore Gunnar Stjerna) – trummor (1996–2003)
- Nachash – basgitarr (1996–2003)

## Diskografi
Demo
- 1995 – Promo '95
- 1995 – Darkness
- 1996 – Havoc Demo II '96

Studioalbum
- 2003 – Salvation (CD/LP: 2 12" vinyl)
- 2009 – Maranatha (CD/LP: 2 12" vinyl)
- 2018 – Hekatomb (CD)
- 2021 – Deiform (CD/LP: 2 12" vinyl)

EP
- 1998 – Devilry (MCD/12" vinyl)
- 2005 – Devilry (CD/LP) (återutgåva med låtarna från Havoc som extraspår)

Samlingsalbum
- 2013 – Trisagion